# Чичинадзе, Михаил Константинович
Михаил Константинович Чичинадзе (1871 — 1920) — полковник 2-го Кавказского стрелкового полка, герой Первой мировой войны. Участник Белого движения на Юге России, генерал-майор.

## Биография
Из дворян. Среднее образование получил в Тифлисском реальном училище, по окончании которого в 1889 году поступил на военную службу. 
Окончил Тифлисское пехотное юнкерское училище, откуда выпущен был подпрапорщиком в 4-й Кавказский стрелковый батальон. 7 ноября 1893 года произведен в подпоручики с переводом в 5-й Закаспийский стрелковый батальон. Произведен в поручики 1 августа 1898 года. 24 февраля 1902 года переведен в 4-й Кавказский стрелковый батальон. Произведен в штабс-капитаны 1 июня 1902 года, в капитаны — 31 января 1907 года. 11 июня 1911 года переведен во 2-й Кавказский стрелковый полк. 
В Первую мировую войну вступил в должности командира роты. За боевые отличия был награжден несколькими орденами и Георгиевским оружием. Произведен в подполковники 11 марта 1916 года «за отличия в делах против неприятеля», в полковники — 19 октября того же года. 18 марта 1917 года назначен командиром 461-го пехотного Зубцовского полка, а 15 мая того же года переведен обратно во 2-й Кавказский стрелковый полк.
В Гражданскую войну участвовал в Белом движении на Юге России в составе Добровольческой армии и ВСЮР. Со 2 ноября 1918 года был командиром стрелкового полка 1-й конной дивизии. С 23 мая 1919 года произведен в генерал-майоры. 22 июля 1919 года назначен командиром 1-й бригады 6-й пехотной дивизии. На 5 октября 1919 года — временно исполняющий должность начальника Сводно-гренадерской дивизии, затем был начальником той же дивизии. Убит 24 декабря 1919 года в бою на станции Абганерово.

## Награды
- Орден Святого Станислава 3-й ст. (ВП 1.06.1902)
- Орден Святой Анны 3-й ст. (ВП 30.01.1907)
- Орден Святой Анны 2-й ст. с мечами (ВП 11.06.1916)
- Орден Святого Станислава 2-й ст. с мечами (ВП 7.01.1917)
- Орден Святой Анны 4-й ст. с надписью «за храбрость» (Дополнение к ПАФ 4.03.1917)
- Георгиевское оружие (Приказ по Кавказскому фронту от 8 июля 1918 года, № 35)